# Aston Martin Rapide
O Aston Martin Rapide é um conceito de quatro lugares e quatro portas que foi apresentado pela Aston Martin no Salão de Detroit de 2006. Foi produzido a partir do fim de 2010 para rivalizar com o Porsche Panamera e o Maserati Quattroporte. Ele conta com motor 5.9 de 480 cv que liberam 62.7 de torque máximo e como velocidade máxima de 283km/h. Com exatos 5m de comprimento ele é 30cm maior que um DB9 e 140kg mais pesado. É confortável para todos os ocupantes e é repleto de tecnologia com tv, dvd, som de melhor qualidade. Ele oferece um porta malas com duas repartições: uma com 250l e a outra com 240 litros que podem totalizar 490 erguendo o tampão. Ele é como se fosse um "sedan-coupê" (como a Mercedes CLS). Custa 780.000 reais, assim confirmando que ele é um dos concorrentes do Maserati Quattroporte que custa 750.000.